# Anetia occlusa
Anetia occlusa är en tvåvingeart som beskrevs av Robineau-desvoidy 1863. Anetia occlusa ingår i släktet Anetia och familjen parasitflugor.
Artens utbredningsområde är Frankrike. Inga underarter finns listade i Catalogue of Life.